# Петришин Григорій Прокопович
Григорій Прокопович Петришин (12 червня 1934, с. Голгоча, Польща — 25 жовтня 1998, с. Швейків, Україна) — український священник, протоієрей, літератор.

## Життєпис
Григорій Петришин народився 12 червня 1934 року в селі Голгочі, нині Підгаєцької громади Тернопільського району Тернопільської области України.
Закінчив духовну семінарію в м. Одеса (1963) і духовну академію в м. Москва (1968, нині РФ). Служив душпастирем у селах Потутори Тернопільського (1963—1974), Гадинківці Чортківського (1974—1983), Заставці Чортківського (1983—1993), Вербів Тернопільського (1993—1996) і Швейків Чортківського (1996—1998) районів Тернопільської области. Проповіді супроводив, як правило, власними віршами.
Зазнавав утисків радянської влади.
Від 1993 — капелан Братства ОУН-УПА Подільського краю «Лисоня».
Помер 25 жовтня 1998 року. 

## Доробок
Автор збірки духовних поезій «Струмок з вічності» (2000; упорядниця Г. Петрук-Попик), публікацій в пресі.

## Пам'ять
У 2004 році на родинному будинку в с. Голгоча встановлено меморіальну таблицю.